# Arunsläktet
Arunsläktet (Centaurium) är ett släkte av små en- eller tvååriga örter, som förekommer ganska sparsamt på gräsbevuxna havsstränder längs svenska kusterna till södra Norrland, på Öland och Gotland, samt utmed Finska viken och Norges sydöstra kust. Endast undantagsvis påträffas de i kusttrakterna på något avstånd från havet, till och med på fuktig skogsmark eller på en åker.
Arunsläktet kan särskiljas från gentianasläktet (Gentiana) genom att arun har ståndarknappar som blir skruvlikt vridna när de öppnar sig samt fröhus med längsgående skiljevägg. Liksom hos Gentiana sitter blommorna i upprepat tvåsidigt förgrenade knippen. Denna blomställning är vanlig bland växter med motsatta blad. Eftersom skärmbladen här har ungefär samma storlek och form som örtbladen, är det dock missvisande att säga att blommorna bildar en blomställning. De arter som finns i Sverige blommar i juli och augusti och utmärker sig för en säregen, ljus och klar rosa färg.
Centaurium gav också genom ren översättning dessa växter det äldre namnet tusengyllen (efter latinets centum + aurum, hundra + guld), via medellågtyskans dūsentgülden. Släktet var även känt under namnet Erythraea. Hithörande växter har mycket besk smak och användes förr som medicinalväxt på flera olika sätt, framför allt i magdroppar. Dekokten ansågs också vara verksam mot skabb.